# Coro Barbagia
Il Coro Barbagia è un coro polifonico di melodie sarde fondato a Nuoro nel 1966.

## Storia
Il Coro  Barbagia si è costituito  a Nuoro nel 1966 sotto la direzione di Banneddu Ruiu. È il secondo coro polifonico di melodie sarde che si è formato in Sardegna dopo il Coro di Nuoro (1952), da cui ha ripreso alcune canzoni celebri quali "Adios, Nugoro amada" e "Sa par' historia e balubirde". È composto da circa 25 elementi  uniti da un grande amore per la loro terra e per le sue  tradizioni.
In 40 anni di intensa attività, ha fatto rivivere i migliori canti del ricco patrimonio popolare  sardo e soprattutto Nuorese, divulgandoli in tutta l'Isola e nella Penisola.
Il Coro Barbagia valorizza i propri canti in lingua sarda attraverso una vocalità naturale  e avvalendosi di armonizzazioni strettamente fedeli ai canoni tradizionali. Essi sono vecchi motivi monodici, in prevalenza tramandati a voce: ballate, racconti, inni e lodi popolari che rischiavano di scomparire, proposti a quattro voci virili: Mèsu bòche (Tenore primo), Bòche (Tenore secondo o solista), Contra (Baritono) e Bassu (Basso).
Direttore e armonizzatore del Coro Barbagia è 
A Gioacchino Scrugli, già corista fondatore e direttore del coro, è stato conferito il titolo di “ Maestro di Folklore”  al  Festival Regionale del  Folklore Sardo 1994, per avere, nel corso della sua lunga attività artistica, contribuito a conservare ed arricchire il patrimonio musicale isolano, divulgandolo in Italia e all'estero.

## Componenti del gruppo
Direttori del coro: Banneddu Ruiu,  Gioacchino Scrugli (basso), Sandro Pisanu (direttore attuale). Componenti del coro: Giuseppe Tanchis (tenore); Antonio Serusi, Gian Michele Porcu, Salvatore Nuvoli, Gioacchino Scrugli (basso), Efisio Melis, Amanzio Marras, Giuseppe Putzu, Antonio Lai, Matteo Goddi, Gianfranco solinas, Raffaele Caciotto, Peppino Conti.

## Tournée
Il coro Barbagia si è esibito in numerosi concerti in Italia e Europa, cantando presso importanti teatri (Regio di Parma, Brancaccio di Roma, Teatro Grande di Brescia) e luoghi sacri (basilica di Assisi, duomo di Milano, cenacolo di Santa Croce di Firenze, certosa di Pavia, cattedrale di Grosseto e in San Pietro in Vaticano alla presenza del Papa).
All'Estero si è esibito in Austria, Belgio, Egitto, Germania, Russia, Spagna, Svizzera e Ungheria partecipando a Rassegne e Festival internazionali del Folklore, e a diversi programmi televisivi per  la TV Italiana e straniera.
Il Coro Barbagia ha partecipato inoltre a diversi concorsi di canto popolare, aggiudicandosi il primo premio Nel Settembre del 1988 e a novembre del 2002 a Ozieri al “Premio Biennale della città di Ozieri per Cori Tradizionali sardi”; nel mese di luglio del 1998 a Loiri Porto San Paolo e nel giugno del 1999 a Sestu al “Festival della Canzone Sarda”.
Il coro era affiliato all'ESIT.

## Discografia
- 1967 – Sardegna canta e prega, LP, Vik Records RCA KSVP 205
- 1976 – Canti della Sardegna, LP, Lineatre RCA NL 33109
- 1990 – Sardegna Canta e Prega Vol. II
- 1998 – Sardegna Canta e Prega Vol. III
- 2000 – Sardegna Canta e Prega Vol. IV